# Navigatore (rally)
Il navigatore, anche detto co-pilota, è la figura che, con il pilota, forma l'equipaggio di una vettura da rally.

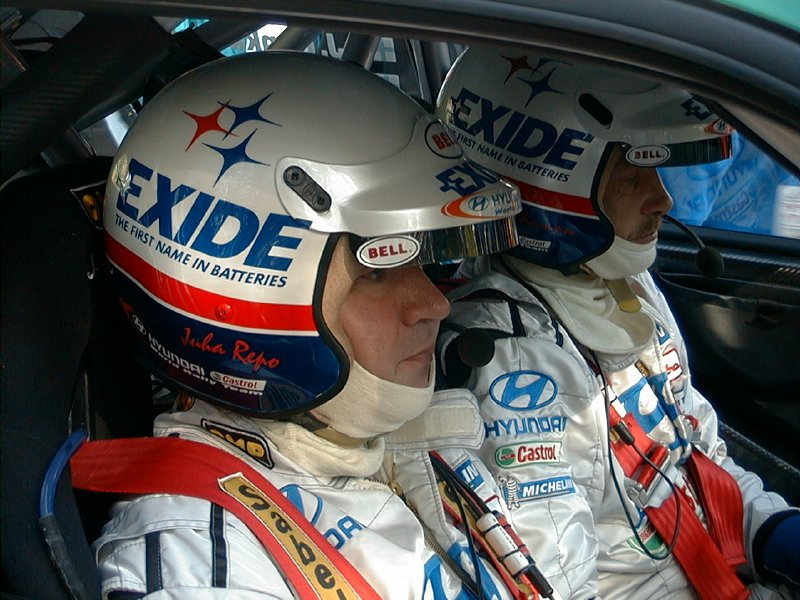
L'equipaggio composto dal navigatore Juha Repo e dal pilota Juha Kankkunen al Rally di Finlandia del 2001

## I compiti del navigatore
Il compito principale del navigatore è di completare il "radar" (o Road book), nella fase di studio e ricognizione del percorso e di comunicarne i risultati al pilota, durante lo svolgersi della gara. Inoltre, deve assicurarsi dell'aspetto "legale" della gara, controllando il rispetto dei tempi di trasferimento assegnati da una prova speciale all'altra, effettuando le punzonature ai posti di controllo e verificando la conformità a quanto previsto dal regolamento. 
Le indicazioni ricavate dal radar e verbalmente fornite dal navigatore tramite interfono, sono fondamentali per anticipare al pilota le successive difficoltà o insidie del percorso e per "guidarlo" nei tratti con scarsa o nulla visibilità. 
Le combinate rapidità e precisione con cui debbono essere forniti i dati nelle prove speciali comportano l'adozione di uno speciale codice tecnico con il quale viene scandito ogni dettaglio del percorso durante la prova di velocità, annotazioni e codici concordati con il pilota, con il quale generalmente esiste anche una forte intesa personale. 
La difficoltà di raggiungere tale elevato grado di affiatamento è la principale ragione che, spesso, determina il protratto sodalizio nell'attività sportiva, per le coppie pilota-navigatore. 
In conseguenza di questo difficile e spesso misconosciuto compito, che non deve comportare errori per non incorrere in incidenti o penalizzazioni, il navigatore viene scherzosamente definito nell'ambiente dei Rally come "colui che difficilmente può farti vincere una gara, ma può fartela perdere in qualunque momento".

## Navigatori celebri
Tra le coppie più celebri e durature, l'italiana "Munari-Mannucci" e quella francese "Andruet-Biche", che a bordo della Lancia Fulvia Coupé HF e dalla Alpine A110 rispettivamente, duellarono aspramente per la conquista del campionato mondiale rally negli anni settanta. La prima coppia era formata dal pilota Sandro Munari e dal navigatore Mario Mannucci, la seconda dal pilota Jean-Claude Andruet e dalla navigatrice Michèle Espinosi-Petit, generalmente iscritta con lo pseudonimo di "Biche" ed in coppia con il suo pilota anche nella vita. Le due formazioni furono vincitrici, rispettivamente, della 41ª e 42ª edizione del Rally di Montecarlo; due tra le più combattute e memorabili gare nella storia di questo sport.
In Italia, tra i più vittoriosi navigatori si possono citare Tiziano Siviero, Maurizio Perissinot, Luigi Pirollo e Loris Roggia.